# Mao Abe
Mao Abe (阿部 真央?; Ōita, 24 gennaio 1990) è una cantautrice giapponese.

## Discografia
- 2009 - Free
- 2010 - Pop
- 2011 - Su. (素。)
- 2012 - Tatakai wa Owaranai (戦いは終わらない)
- 2013 - Anata o Suki na Watashi (貴方を好きな私)
- 2014 - Oppajime! (おっぱじめ!)
- 2014 - Single Collection 19—24 (シングルコレクション19-24 Shinguru Korekushon Naintīn Tuentifō)
- 2015 - Abe Mao Rental Best: Koi no Uta-hen (阿部真央 レンタルベスト ～恋の唄 編～)
- 2015 - 5th Anniversary Abe Mao Live 2014 @ Nippon Budōkan (阿部真央らいぶ2014@日本武道館?)
- 2015 - Abe Mao Rental Best: Ōenka-hen (阿部真央 レンタルベスト ～応援歌 編～